# Pochwiak błękitnawy
Pochwiak błękitnawy (Volvariella caesiotincta P.D. Orton) – gatunek grzybów z rodziny łuskowcowatych (Pluteaceae).

## Systematyka i nazewnictwo
Pozycja w klasyfikacji według Index Fungorum: Volvariella, Pluteaceae, Agaricales, Agaricomycetidae, Agaricomycetes, Agaricomycotina, Basidiomycota, Fungi.
Po raz pierwszy opisał go w 1974 r. Peter Darbishire Orton i nadana przez niego nazwa naukowa jest aktualna.

## Morfologia
Kapelusz
Średnica 3–10 cm, u młodych okazów wypukła, u starszych rozpostarta z małym wzniesieniem na środku. Powierzchnia jasnoszarobrązowa, z oliwkowym odcieniem, na środku ciemniejsza i tam gęsto, filcowato owłosiona.
Hymenofor
Gęste, o szerokości do 1 cm, brzuchate, początkowo białe, później mięsistoróżowe. Ostrza wełnisto-kosmkowate.
Trzon
Wysokość 3–10 cm, grubość 0,3–0,7 cm, pełny, walcowaty, jedynie u podstawy maczugowato rozszerzony do 2 cm. Powierzchnia biała lub z kremowym odcieniem, początkowo delikatnie omszona, u starszych okazów gładka. Pochwa po obu stronach szarooliwkowa, workowata o wysokości do 3 cm, spękana na 3–5 płatów.
Miąższ
Biały, o dość mocnym, nieprzyjemnym, ściągającym smaku i zapachu podobnym do zapachu bodziszków.
Cechy mikroskopowe
Zarodniki 5,5–7,5 × 3–5 µm, o kształcie od elipsoidalnego do jajowatego, wydłużonego. Cheilocystydy 40–120 × 15–32 µm, wrzecionowate lub butelkowate, zwykle z wydłużonym do 20 µm szczytem, czasami rozdwojonym. Pleurocystydy o kształcie od maczugowatego do workowatego, rzadkie, 40–90 × 10–18–35 µm. Strzępki w skórce kapelusza z przegroda, zbudowane z zawierających żółty pigment komórek o długości do 200 µm.
Gatunki podobne”
Morfologicznie podobny jest pochwiak karłowaty (Volvariella pusilla). Pochwiak błękitnawy jest od niego jednak większy, ponadto odróżnia się ściągającym smakiem, zapachem podobnym do bodziszków i szarooliwkowa barwą, a mikroskopowo cheilocystydami, z których wiele ma palczasto rozdwojone wierzchołki. Gatunki te odróżniają się także siedliskiem: P. karłowaty rośnie na ziemi, p. błękitnawy zawsze na drewnie (czasami może to być drewno zagrzebane w ziemi).

## Występowanie i siedlisko
Występuje głównie Europie, pojedyncze stanowiska podano także w Ameryce Północnej i Australii. W Polsce po raz pierwszy jego stanowiska podał M. Halama w 2009 r. Aktualne stanowiska podaje także internetowy atlas grzybów. Znajduje się w nim na liście gatunków zagrożonych i wartych objęcia ochroną.
Owocniki pojedynczo lub w grupach na pniakach lub leżących na ziemi kłodach drzew liściastych.